# Xã Chanceford, Quận York, Pennsylvania
Xã Chanceford (tiếng Anh: Chanceford Township) là một xã thuộc quận York, tiểu bang Pennsylvania, Hoa Kỳ. Năm 2010, dân số của xã này là 6.111 người.